# ألكسندر إي. ستين
ألكسندر إي. ستين (بالإنجليزية: Alexander E. Steen)‏ هو عسكري أمريكي، ولد في 1827 في ميزوري في الولايات المتحدة، وتوفي في 7 ديسمبر 1862 في مقاطعة واشنطن في الولايات المتحدة.